# Hexadesmus lateridens
Hexadesmus lateridens är en mångfotingart som beskrevs av Loomis 1933. Hexadesmus lateridens ingår i släktet Hexadesmus och familjen Fuhrmannodesmidae. Inga underarter finns listade i Catalogue of Life.